# Бубонна чума
Бубо́нна чума́ (англ. bubonic plague, лат. pestis bubonica) — одна з клінічних форм чуми — зоонозної природно-осередкової бактеріальної інфекційної хвороби, яка характеризується гарячкою, тяжкою інтоксикацією, геморагічним синдромом, серозно-геморагічним ураженням легень, лімфатичної системи з утворенням бубонів, нерідким септичним перебігом і високою летальністю. Саме тоді, коли в основі чуми лежить виникнення розлитого запалення ліфматичних вузлів з виникненням великого інфільтрату, виникає так званий бубон (болючий конгломерат лімфатичних вузлів у якійсь ділянці тіла), а клінічну форму називають бубонною. Раніше використовували дуже часто невиправдано термін «бубонна» (англ. bubonic) до означення усіх її форм. Нині це відкинуто.
При виникненні серед людей здатна до швидкого епідемічного поширення. Легкість зараження людей багатьма механізмами передавання, швидкість поширення, тяжкий перебіг, висока летальність — особливості, які дозволяють віднести чуму до тих інфекційних захворювань, які виявили здатність чинити серйозний вплив на здоров'я населення і можуть швидко поширюватися в міжнародних масштабах та увійшли до переліку подій, які можуть спричинити надзвичайну ситуацію в галузі охорони здоров'я. Через все це чуму (переважно легеневу форму) відносять до тих хвороб, які регулюють сучасні Міжнародні медико-санітарні правила 2005 року.

## Історія
Слов'янська назва хвороби «чума» походить, як вважають, від староцерк.-слов. шума — «шишка», або від давньоєврейського (талмуд) šuma — «шишка», «нарив», або від тур. čuma — «прищ», що має тюркське походження. Саме особливе збільшення лімфатичних вузлів — бубон, настільки характерний для чуми у людини й нагадує за формою і розмірами шишку.
В історичний період розвитку людства відбулись 3 пандемії, при всіх їх відбувались різні форми чуми, але переважала бубонна форма
Детальніші відомості з цієї теми ви можете знайти в статті Чума Юстиніана.
Детальніші відомості з цієї теми ви можете знайти в статті Чорна смерть.

## Етіологія
Збудник чуми Yersinia pestis належить до роду Yersinia, родини Enterobacteriaceae. Y. pestis — невелика паличкоподібна бактерія овоїдної форми, забарвлюється біполярно, грамнегативна. Спор не утворює, нерухома, має капсулу. Добре росте на простих поживних середовищах (м'ясо—пептонному бульйоні, м'ясо—пептонному агарі при рН 7,0—7,2), температурний оптимум 18—22°С.
Детальніші відомості з цієї теми ви можете знайти в статті Чумна паличка.

## Епідеміологія

### Джерело і резервуар інфекції
Згідно з класичними уявленнями, чуму відносять до природно-осередкових захворювань, основним джерелом і резервуаром інфекції є різноманітні види надряду гризунів, які поділяють на два ряди Мишоподібні і Зайцеподібні (близько 300 видів), що проживають у степових і пустельних зонах (ховрахи, бабаки (Marmota), зокрема, тарбагани (Marmota sibirica), піщанки, пискухи, полівки тощо), а в антропургічних осередках — пацюки, миші. Хижаки, що полюють на гризунів, також можуть поширювати чуму (дрібні котячі, лисиці, собаки). Крім гризунів, у напівпустельних зонах можуть інфікуватися й хворіти деякі види нехижих тварин, наприклад, верблюди й сайгаки.
Чумний мікроб у природі зберігається завдяки періодично виникаючим епізоотіям у гризунів.

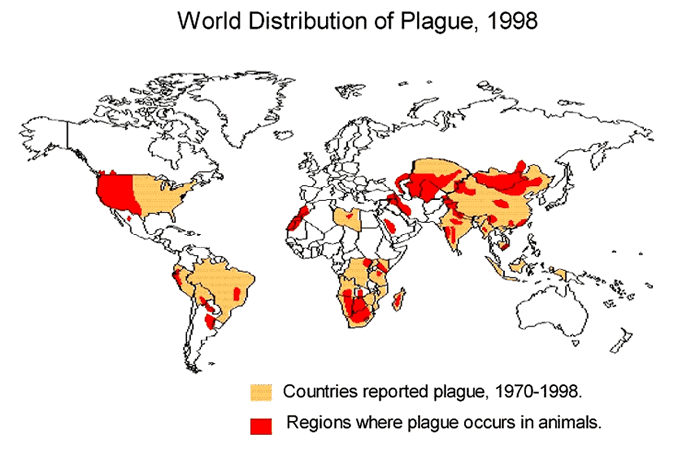
Світове поширення чуми серед тварин на 1998 рік

Україна не має на сьогодні природних осередків чуми. Захворіла людина також є джерелом інфекції, хоча його заразність при бубонній формі значно менша, ніж при легеневій чи септичній.

### Механізми і шляхи інфікування
Чума здатна передаватися основними механізмами передачі — трансмісивним, контактним, аерогенним, аліментарним (через їжу). Але при захворюванні на бубонну форму чуми реалізують два механізми передачі — трансмісивний чи контактний.

##### Трансмісивний
При чумі він є основним механізмом передачі інфекції — реалізується через бліх Xenopsylla cheopis, що живуть на гризунах. У блохи після зараження кров'ю інфікованого гризуна чумний мікроб розмножується в травній системі комахи, надалі формується «чумний блок», коли мікроби накопичуються та заповнюють просвіт травної трубки. При новому смоктанні крові блоха зригує мікроорганізми, що накопичилися, і таким чином відбувається зараження іншого гризуна або людини. Блоха після зараження стає заразною приблизно через 5 днів і може зберігати в собі збудника більше року.

##### Контактний
Реалізується при знятті шкурки з цінним хутром деяких видів гризунів (тарбаганне хутро застосовується для виготовлення хутряних шапок), забої тварини, що хвора на чуму, білування її туші, зняття шерсті у верблюдів тощо. Це може приводити до ушкодження шкірних покривів людини в подальшому та сприяє занесенню у травмовані покриви з кров'ю хворої тварини збудника чуми. Від хворих верблюдів людина може інфікуватися під час прямого контакту.
Із домашніх тварин на чуму хворіють коти й собаки, які також можуть бути джерелом інфекції для людини. Пряма передача йде через подряпини і укуси, коли на поверхню саден потрапляють збудники з шкіри хворих тварин.

### Сприйнятливий контингент й імунітет
Сприйнятливість людини до чуми дуже висока. Індекс контагіозності досягає майже 100 % при деяких формах (зокрема при легеневій), при бубонній він менший. Перенесена хвороба залишає імунітет:
- стійкий;
- довготривалий;
- антибактеріальний і антитоксичний;
- переважно клітинний;
- формується стан гіперчутливості уповільненого типу (ГЧУТ).

## Патогенез
Детальніші відомості з цієї теми ви можете знайти в статті Чума.
Yersinia pestis відома як одна з найбільш інвазивних бактерій. Адаптаційні механізми людини практично не пристосовані чинити опір проникненню та розвитку Y. pestis в організмі. Це пояснюється тим, що чумна паличка дуже швидко розмножується і у великій кількості виробляє фактори проникності (нейрамінідаза, фібринолізин, коагулаза, тощо), антифагіни, що пригнічують фагоцитоз, фактори, що гнітять продукцію ендогенного γ-інтерферону, протеазу, яка активує плазміноген і руйнує комплемент. Все це сприяє швидкому і масивному, лімфогенному й гематогенному дисемінуванню насамперед до органів системи мононуклеарних фагоцитів (СМФ) з подальшою активізацією макрофагів. Важливу роль у патогенезі септичної чуми і синдрому внутрішньосудинного згортання (ДВЗ-синдрому) грає ендотоксин (ліпополіцукрид). Масивна антигенемія, викид медіаторів запалення, у тому числі і шокогенних цитокінів, веде до розвитку мікроциркуляторних порушень, ДВЗ-синдрому з подальшим розвитком інфекційно-токсичного шоку (ІТШ). Клінічна картина захворювання багато в чому визначається механізмом передачі та місцем проникнення збудника.
При розвитку бубонної форми чуми в першу чергу відбувається лімфогенна дисемінація. Спочатку збудник від місця інокуляції лімфогенно проникає в реґіонарні лімфатичні вузли, де короткочасно затримується. При цьому утворюється первинний чумний бубон з розвитком запальних, геморагічних і некротичних змін у лімфатичних вузлах. Бубони досягають 5—8 см у діаметрі, при цьому лімфатичні вузли спаяні між собою, тістуватої консистенції, нерухомі, на розрізі темно-червоного кольору, з вогнищами некрозу. Тканина навколо бубону набрякла. Як реакція на некроз розвиваються гнійне запалення і розплавлення тканини лімфатичного вузла, з'являються виразки. При подальшому лімфогенному поширенні з'являються нові бубони другого, третього порядку, де відзначаються ті ж морфологічні зміни, що і в первинному. Іноді при первинній інокуляції чумних мікробів до шкіри крім бубону, розвиваються зміни у місці самого зараження (там де був укус блохи чи нанесене інше ушкодження шкіри, куди потрапив збудник), тобто розвивається первинний афект. Він представлений «чумною фліктеною» (пухир з серозно-геморагічним вмістом) або чумним геморагічним карбункулом. Між первинним афектом і бубоном з'являється лімфангіт. На місці карбункула відзначаються набряк, ущільнення шкіри, яка стає темно—червоною; на розрізі видно кров'янисте просякання всіх шарів шкіри, вогнища некрозу, оточені скупченнями лейкоцитів. Надалі карбункул покривається виразками. Розвивається септицемія з тими ж змінами в органах, що і при бубонній формі чуми. При аліментарному зараженні бубон формується у мезентеріальних лімфатичних вузлах.
В подальшому часто можливим є гематогенна генералізація, коли збудник з бубону через кров потрапляє до внутрішніх органів та систем, де утворює вторинні гнійні вогнища, розвивається септична чума. Іноді з пахвових бубонів збудник здатен прорвати капсулу бубону та безпосередньо просунутись до легенів — утворюється легенева форма.
Антитільна відповідь при чумі слабка і формується в пізні терміни захворювання. Значення у видужанні і подальшому захисті від нових заражень має клітинний імунітет.

## Клінічні прояви

### Класифікація
Згідно з МКХ-10 вирізняють чуму (код А20), при цьому виділяють як окрему форму — бубонну чуму (А20.0).
Ступінь тяжкості: легкий (лише у людей, що народилися в ендемічних по чумі регіонах або у вакцинованих), середньої тяжкості, тяжкий.

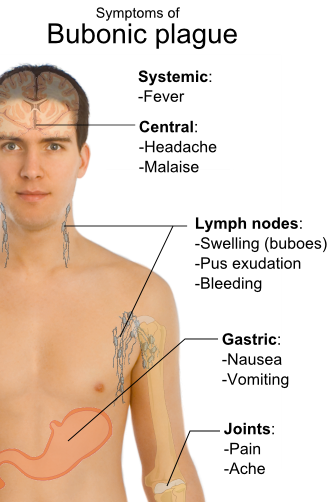
Симптоми бубонної чуми

### Загальні ознаки усіх форм чуми
Інкубаційний період триває в середньому 3—6 днів, але іноді від декількох годин до 10 днів. Більше 6 днів зустрічається при виникненні чуми у вакцинованих.
Захворювання в тяжких випадках починається раптово, із значного ознобу і підвищення температури тіла до 39,5—40°С. З перших годин захворювання хворі відчувають сильний головний біль, млявість, запаморочення, біль у м'язах. Обличчя одутле, гіперемоване (почервоніле), очі червоні, внаслідок ін'єкції судин кон'юнктиви. При тяжкому перебігу хвороби риси обличчя загострюються, з'являється ціаноз, темні кола під очима, вираз страждання і жаху (facies pestica). Язик набряклий, сухий, з тріщинами, вкритий товстим шаром білого нальоту (ніби «натертий крейдою» або «білий порцеляновий»), збільшений у розмірах. Піднебінні мигдалини також збільшені, набряклі, з виразками. Внаслідок сухості слизової порожнини рота, потовщення і сухості язика, вимова хворих стає нерозбірливою, невиразною. На шкірі можливі петехіальні висипання. Пульс частий (до 120—140 за хвилину), слабкого наповнення, часто аритмічний, іноді ниткоподібний. Тони серця глухі, межі розширені. Артеріальний тиск падає, нерідко настає колапс, виникає ІТШ. Виражена задишка. Живіт здутий, болючий, збільшені печінка і селезінка. У тяжких випадках можлива блювання з домішками крові у блювотинні, рідкі випорожнення з домішками слизу і крові. Зменшується діурез.
Уражається ЦНС, внаслідок чого змінюється поведінка хворого. З'являються занепокоєння, метушливість, зайва рухливість, тремор язика. Мова стає невиразною, хода хиткою. Порушується координація рухів. Іноді оточуючі сприймають такого хворого як п'яного. Вже у першу добу хвороби нерідко затьмарюється свідомість, з'являються марення, галюцинації. При легкому та середньо—тяжкому перебігу відповідно рівень гарячки та інтоксикації менший. На фоні цих загальних проявів чуми розвиваються ураження, притаманні різним клінічним формам.

### Бубонна форма (Бубонна чума)
Виникає найчастіше (80 % випадків захворювань на чуму), супроводжується розвитком лімфаденіту. Хвороба починається гостро з підвищення температури тіла до 39,5—40 °C і сильного локального болю в місці утворення бубону. Цей біль утруднює рухи і змушує хворого обмежувати їх, приймати сковану позу. Найчастіше уражаються пахові, стегнові та пахвинні лімфовузли, що зумовлено частою інокуляцією збудника в нижні та верхні кінцівки, більш доступні для укусу блохи. У процес втягується уся топографо—анатомічна група лімфовузлів і оточуючі їх тканини. Лімфатичні вузли збільшуються у розмірах, спочатку вони контуруються, виступають над шкірою, при пальпації болючі. Шкіра над бубоном гаряча на дотик, натягується, блищить, червоніє, згодом стає багряно—синюшною. Поступово розвивається набряк підшкірної клітковини і периаденіт, внаслідок чого лімфатичні вузли зливаються у суцільний конгломерат. Сформований бубон не має чітких контурів, нерухомий, різко болючий при пальпації. В центрі бубону пальпують хрящеподібне утворення, по периферії — м'який набряк. Розміри бубону 1—10 см у діаметрі. Лімфангіт відсутній. Завершення бубону різне — розсмоктування, нагноєння, склерозування. Досить часто на 6—8-й день хвороби бубон може нагноюватися. Шкіра над ним набуває синьо-бурого кольору і стає тонкою, в центрі з'являється флуктуація, згодом утворюється нориця, через яку виділяється гнійно—кров'яниста рідина. Зворотній процес у бубоні триває 3—4 тижні. З моменту розкриття бубону стан хворого покращується. Якщо своєчасно розпочата антибактеріальна терапія, настає повне розсмоктування або склерозування бубону. Найбільш тяжкий перебіг мають бубони, розташовані в ділянці шиї. Пахвові бубони через загрозу прориву до легень являють небезпеку розвитку легеневої форми. У разі подолання збудником лімфатичного бар'єру він потрапляє у загальний кровоток і зумовлює генералізацію інфекційного процесу з утворенням вогнищ інфекції у внутрішніх органах. Тоді розвиваються інші клінічні форми чуми.

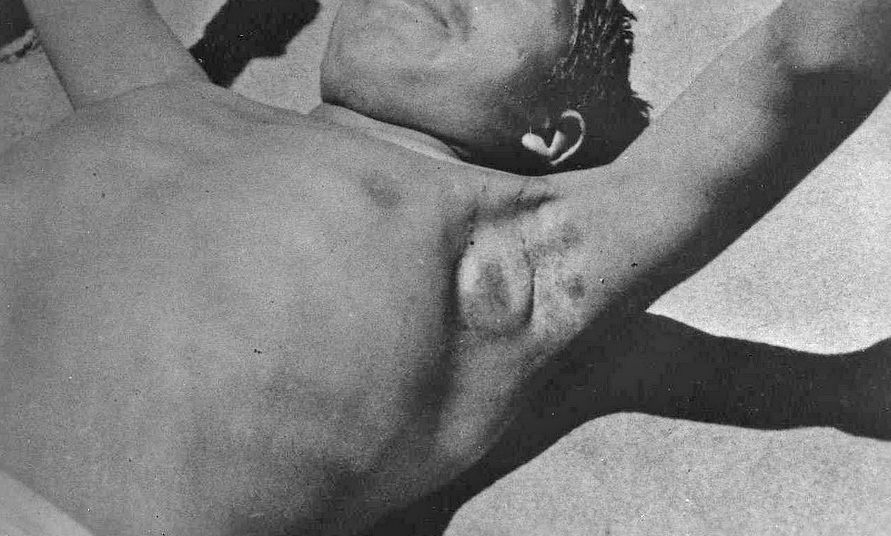
Типовий бубон у лівій пахвовій ділянці

### Целлюлярно-шкірна форма
Зустрічається рідко (3—4 %). У місті проникнення збудника виникає червона болюча пляма, яка швидко і послідовно перетворюється у папулу, везикулу і пустулу з темно—кров'янистим вмістом, оточену зоною багрового валу. На місці пустули утворюється виразка з жовтим дном, яка згодом вкривається темним струпом. Виразка різко болюча, заживає повільно з утворенням рубця. Одночасно відбувається розвиток регіонарного бубону з відповідними гарячково—інтоксикаційними проявами.

## Ускладнення і прогноз бубонної форми чуми
Ускладнення чуми залежать від її клінічної форми. При бубонній формі чуми можливе приєднання вторинної інфекції з розвитком аденофлегмони, а також вторинна септицемія. За відсутності адекватного лікування летальність при бубонній формі чуми коливається у межах 70 %, а при лікуванні — 10—20 %.

## Діагностика
Діагноз чуми ґрунтують на:
- даних епідеміологічного анамнезу;
- клінічних ознаках хвороби;
- результатах лабораторних досліджень.

### Епідеміологічні чинники
- перебування хворого в природному осередку чуми;
- відвідування країн з несприятливою епідеміологічною ситуацією по чумі;
- побутові і професійні передумови можливого інфікування (контакт з хворою людиною чи твариною, споживання м'яса гризунів, верблюдів, полювання на гризунів, зняття шкурок, тощо).

### Клінічні чинники
- раптовий початок хвороби;
- гіпертермія;
- значний ступінь інтоксикації;
- facies pestica;
- «крейдяний або білий порцеляновий язик»;
- токсична енцефалопатія;
- болючість та нерухомість кінцівки, рідше, шиї, де утворюється щільний, різко болючий, нерухомий бубон з червоно-синюшною шкірою над ним;
- геморагічний синдром;
- швидко прогресуюча геморагічна пневмонія з наявністю пінистого, кров'янистого мокротиння;
- ранній розвиток сопора і коми.

### Лабораторні дослідження
У клінічному аналізі крові відмічають значний лейкоцитоз зі зсувом формули вліво, підвищена ШОЕ.
У сечі — білок, еритроцити, зернисті та гіалінові циліндри. Розвивається олігурія.

#### Специфічна діагностика
Усі дослідження на чуму проводять у лабораторіях, пристосованих згідно вимог ВООЗ для роботи з збудниками IV групи патогенності (в Україні — це лабораторії особливо небезпечних інфекцій і протичумні станції), робота в яких регламентована спеціальними інструкціями. Узяття матеріалу і направлення його до лабораторії проводять у захисному (протичумному) костюмі у відповідності з правилами, встановленими для суворо карантинних інфекцій. Задачею специфічної діагностики чуми є якнайшвидше знаходження збудника або його слідів у матеріалі для того, щоб негайно розпочати термінові протиепідемічні заходи і накласти карантин відповідного рівня.
- Методи ранньої діагностики:

- Експрес—діагностика — РІФ (виявлення антигену збудника в матеріалі) — результат отримують через 15 хв.; ВООЗ рекомендує експрес—аналізи з імпрегнованим субстратом для використання в польових умовах з метою швидкого виявлення у пацієнтів антигенів Y. pestis.
- Бактеріоскопічний — виявлення у мазку овоїдної грамнегативної палички, біполярно зафарбованої, дає підставу для попереднього діагнозу чуми. Результат отримують через 1—2 год.;

- Методи заключної діагностики:

- Бактеріологічний — матеріал для дослідження при бубонній формі — пунктат бубонів, вміст везикул, пустул, виразок, кров., проводять посів на елективні поживні середовища та ідентифікацію за:

а) культуральними;
б) біохімічними;
в) фаголізабельними властивостями (чумний бактеріофаг — метод «стікаючої краплі»)
- Біологічний — проводять зараження білих мишей та морських свинок:

внутрішньочеревно — загибель через 3 доби;
підшкірно — загибель через 7 діб;
нашкірно — загибель через 9 діб;
- Методи ретроспективної діагностики:

- Алергічний — шкірно-алергічна проба з пестином (у людей практично не проводять);
- Серологічний — виявлення антитіл в серологічних реакціях — РПГА, РГПГА, РНАг, РНАт, ІФА з моно- чи поліклональними антитілами.

## Лікування
Хворі на чуму підлягають обов'язковій негайній госпіталізації у спеціалізовані стаціонари, які працюють у суворому протиепідемічному режимі.
При підозрі на чуму негайно розпочинають етіотропну терапію без очікування результатів лабораторного підтвердження. Чим раніше розпочата етіотропна терапія, тим кращий прогноз захворювання. Основним препаратом для лікування чуми у дорослих ВООЗ рекомендує стрептоміцин. Його вводять по 1,0 г кожні 12 год. внутрішньом'язово (в/м) або внутрішньовенно (в/в) 7—14 днів, або не менше ніж до 5-го дня нормальної температури. Добову дозу в 2,0 г перевищувати не рекомендується. За відсутності значної ниркової недостатності можливе застосування гентаміцину — з розрахунку добової дози по 2 мг/кг маси тіла, яку розділяють на 3 рівні частини та вводять кожні 8 год. в/в протягом 10 днів. При неможливості застосування аміноглікозидів через їх непереносимість або за наявності тяжкої ниркової недостатності застосовують доксициклін по 0,1 г 2 рази на добу в/в або перорально (per os), протягом 10 днів. При резистентності збудника чуми до стрептоміцину і доксицикліну призначають левоміцетину сукцинат по 0,5-1 г кожні 6 год.
Об'єм патогенетичної терапії зумовлює клінічна форма і ступень тяжкості хвороби. При розвитку ІТШ лікування проводять за сучасними рекомендаціями, що прийняті для лікування цього стану. Обов'язковою є дезінтоксикаційна терапія. Внутрішньовенно вводять реополіглюкін, 5 % розчин глюкози, сольові розчини, діуретики, при необхідності глюкокортикостероїди. Необхідна корекція серцево-судинної діяльності, респіраторна підтримка, суворий контроль за водним балансом. Для боротьби з токсикозом в останні роки застосовують плазмоферез.
Виписування реконвалесцентів проводять після повного клінічного одужання і триразового негативного результату бактеріологічного обстеження (мазків з ротоглотки, мокротиння), але не раніше 4 тижнів з моменту клінічного одужання при бубонній формі.

## Профілактика
Необхідно попередити захворювання людей в ензоотичних осередках і завезення чуми з-за кордону. Цю роботу здійснюють працівники різних протичумних закладів. Для негайного захисту в умовах спалаху захворювання ВООЗ на даний момент вакцини не рекомендує. Вакцинацію застосовують тільки як профілактичний захід для груп підвищеного ризику (наприклад, для співробітників лабораторій, які постійно піддаються ризику зараження). При виникненні чуми серед населення здійснюють протиепідемічні заходи, спрямовані на локалізацію і ліквідацію епідемічного осередку. Вони включають:
- виявлення хворих і госпіталізацію їх у спеціальні палати-бокси із особливою вентиляцією та суворим протиепідемічним режимом;
- виявлення та ізоляцію усіх осіб, які були в контакті з хворими (їх ізолюють в провізорні медичні установи на 6 діб і проводять екстрену профілактику антибіотиками — ципрофлоксацином по 0,4г двічі на добу або доксицикліном по 0,1г 2 рази на добу усередину протягом 6 днів); проведення подвірних обходів для виявлення хворих з гарячкою та їх госпіталізації в провізорні відділення;
- заключну дезінфекцію в осередку чуми деззасобами та з допомогою парових і пароформалінових камер, а також дезінсекцію і дератизацію на території населеного пункту та навколо нього.

Персонал працює в костюмах захисту для роботи з збудниками IV категорії (протичумних костюмах). В ензоотичних осередках чуми велике значення має санітарно-освітня робота.
Специфічну профілактику проводять живою атенуйованою вакциною (штам EV, вводять внутрішньошкірно, підшкірно, нашкірно) та пероральною таблетованою вакциною. Імунітет після цього нетривалий. Нині ця вакцинація передбачена для вакцинації тих осіб, що мають безпосередній високий ризик зараження на чуму. У США жива вакцина знята з виробництва.
Ведуть перспективні генно—інженерні експерименти з створення вакцини, заснованої на антифагоцитарних антигенах чумної палички — F1 і VW, але вакцини, які засновані на цих антигенах, поки що теж не дають достатньо повного захисту і спричинюють побічні впливи.

## Цікаві факти
Існувало застаріле на сьогодні поняття лат. Pestis minor — термін для легкої форми чуми, в тому числі, бубонної.
Дуже часто, раніше, неспеціалісти усі форми чуми називали неправильно бубонною формою, тому в літературі попередніх століть, особливо немедичній, до використання терміна «бубонна чума» в опису тих чи інших випадків чуми слід відноситися з певною пересторогою.
Епідемію бубонної чуми в XVI ст. показано в серіалі «Чума» режисера Домініка Сени.